# Vieraea laevigata
Vieraea laevigata ist die einzige Art der Pflanzengattung Vieraea innerhalb der Familie der Korbblütler (Asteraceae). Sie ist ein Endemit auf Teneriffa.

## Beschreibung

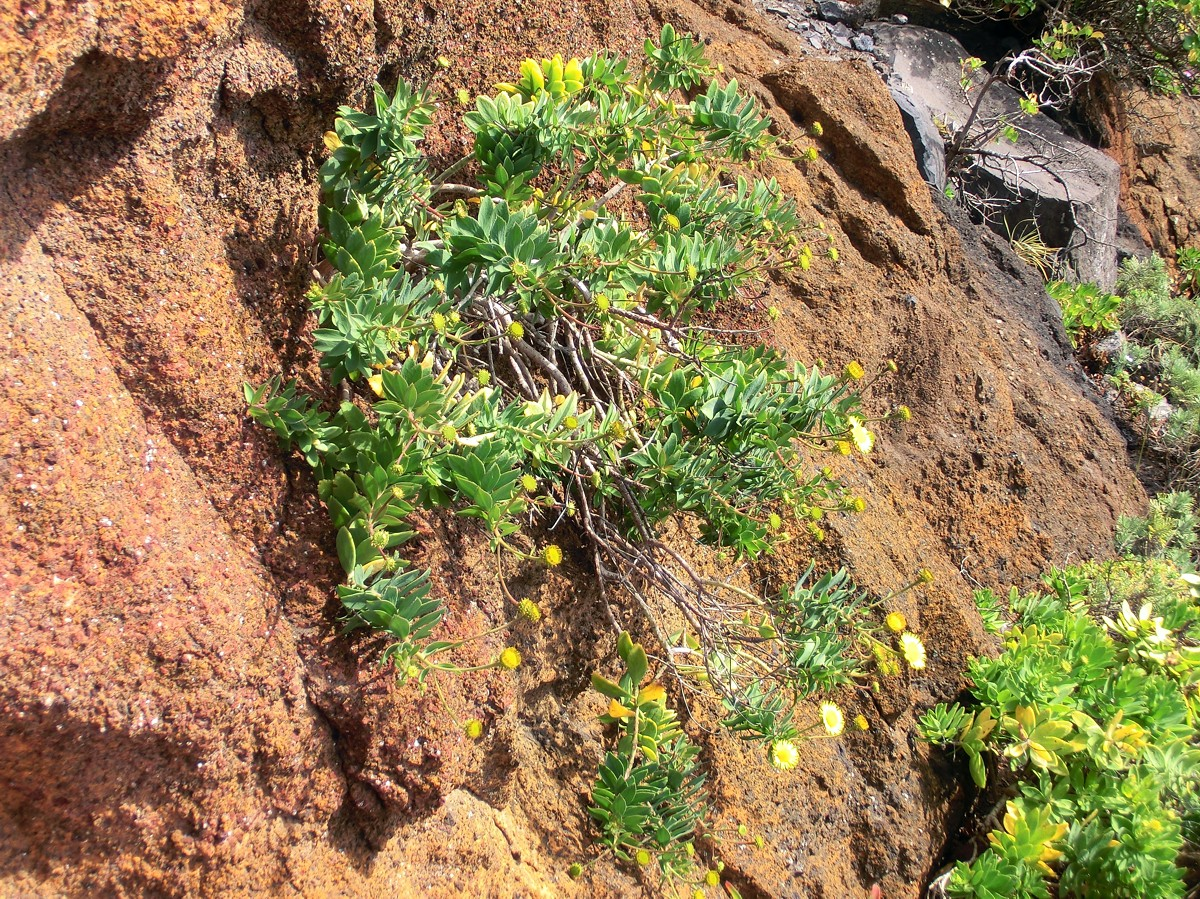
Habitus am Naturstandort auf Teneriffa

### Vegetative Merkmale
Vieraea laevigata ist ein Felsenstrauch, der Wuchshöhen von 30 bis 100 Zentimetern erreicht.
Sie dicht und vom Stamm abstehend angeordneten Laubblätter sind meist sitzend. Die einfache, etwas fleischige Blattspreite ist kahl und bereift, elliptisch bis verkehrt-eiförmig und in der vorderen Hälfte gezähnelt.

### Generative Merkmale
Die Blütezeit reicht April bis Juli. Der Gesamtblütenstand enthält mehrere, flache Blütenkörbe, die Durchmesser von bis über 2 Zentimetern aufweisen, und einige relativ kleine Hochblätter. Die kahlen und spitzen Hüllblätter des Blütenkorbes stehen in mehreren Reihen und sind nach außen gekrümmt.
Die Zungenblüten und die vielen Röhrenblüten sind gelb. Die Zungenblüten sind etwa 7 Millimeter lang.
Die Achänen besitzen einen Pappus.
Die Chromosomenzahl beträgt 2n = 16.

## Vorkommen
Vieraea laevigata gedeiht in Felsspalten im Sukkulentenbusch nur auf Teneriffa, im Teno-Gebirge.

## Systematik
Die ersten Exemplare wurden von Pierre Marie Auguste Broussonet auf Teneriffa entdeckt. Die Erstbeschreibung erfolgte 1807 unter dem Namen (Basionym) Buphthalmum laevigatum von Carl Ludwig Willdenow in Mag. Neuesten Entdeck. Gesammten Naturk. Ges. Naturf. Freunde Berlin, 1, S. 138. Die Neukombination zu Vieraea laevigata (Willd.) Webb wurde 1844 durch Philip Barker Webb in Webb und Berthelot: Histoire Naturelle des Îles Canaries, Band 3 (2,2), S. 226, Tafel 79, mit der neu aufgestellte Gattung Vieraea Webb veröffentlicht. Synonyme für Vieraea laevigata (Willd.) Webb sind Jasonia laevigata (Willd.) DC. und Donia canariensis Less. Der Gattungsname Vieraea ehrt den spanisch-kanarischen Gelehrten, Theologen und Naturforscher José Viera y Clavijo (1731–1813); nach ihm ist auch der Botanische Garten bei Las Palmas benannt.
Vieraea laevigata ist die einzige Art der Gattung Vieraea. Die Gattung Vieraea gehört zur Tribus Inuleae in der Unterfamilie Asteroideae innerhalb der Familie Asteraceae. Nach einer genetischen Untersuchung ist sie nächstverwandt zur Gattung Perralderia (getestet Perralderia coronopifolia Coss.), die mit drei Arten in Gebirgen Nordafrikas (Marokko, Algerien, Libyen) vorkommt. Die morphologisch sehr ähnliche Pulicaria sect. Vieraeopsis (mit vier Arten im Jemen und auf Sokotra) war hingegen nicht nahe verwandt, die Ähnlichkeit entsteht wohl durch Konvergenz.